# 이규성 (배우)
이규성(1992년 2월 16일 ~ )은 대한민국의 배우이다.

## 출연 작품

### 드라마
- 《KBS 드라마 스페셜 - 강덕순 애정 변천사》 (2017) - 칠봉 역
- 《스케치》 (2018) - 안경태 역
- 《진심이 닿다》 (2019) - 필기 역
- 《동백꽃 필 무렵》 (2019) - 박흥식 역
- 《사이코지만 괜찮아》 (2020) - 어린 문상태 역
- 《오월의 청춘》 (2021) - 정혜건 역
- 《간 떨어지는 동거》 (2021)
- 《왜 오수재인가?》 (2022) - 소형칠 역
- 《조선변호사》 (2023) - 동치 역
- 《졸업》 (2024) - 박기성 역
- 《새벽 2시의 신데렐라》 (2024) - 배장희 역
- 《협상의 기술》 (2025) - 임형섭 역

### 영화
- 《스윙키즈》 (2018) - 만철 역
- 《오! 문희》 (2020) - 이 대리 역
- 《낫아웃》 (2021) - 민철 역
- 《보이스》 (2021) - 막내 보이스 역
- 《그라운드 제로》 (2021, 단편 영화) - 신입 간수 역

### 웹 드라마
- 《웰컴 투 피키》 (2016) - 만철 역
- 《썸명서》 (2017) - 선생님 역